# Pineta Zerbi (Reggio Calabria)
Pineta Zerbi è un quartiere di Reggio Calabria. Assieme ai quartieri Tremulini ed Eremo costituisce la II circoscrizione comunale.

## Toponimo
Il quartiere Pineta Zerbi prende il nome dalla famiglia Zerbi, nobile famiglia reggina anticamente proprietaria del terreno su cui sorge il quartiere, e dalla presenza di un'area verde caratterizzata dalla presenza di pini marittimi.

## Servizi
- Accademia di Belle Arti
- Chiesa del Sacro Cuore
- Cittadella Universitaria
- Palazzo Campanella (Consiglio regionale della Calabria)
- Un monumento in memoria del Magg. Pilota Giuseppe Cenni (Medaglia d'oro al valor militare), scomparso sui cieli di Reggio Calabria il 4 settembre 1943.[N 1]
- Lido comunale Zerbi
- Ospedali Riuniti
- Museo Nazionale della Magna Grecia
- Museo dello strumento musicale

### Annotazioni
1. ↑  La sezione di Reggio Calabria dell’Associazione Arma Aeronautica non ha dimenticato gli eroi che nel cielo dell’Aspromonte si sacrificarono per la grandezza e l’onore della Patria. Tramite l’opera meritoria del Presidente, il Prof. Antonio D’Agostino, nella piazza antistante la Pineta Zerbi un monumento, inaugurato il 13 ottobre 1996, commemora la Battaglia Aerea del 4 settembre 1943 sui cielo di Reggio Calabria. Sulla terga c'è scritto: "Agli eroici caduti M.O.V.M. Magg. Giuseppe Cenni – Ravenna M.A.V.M. Ten. Renato Moglia – Biella M.A.V.M. Ten. Aldo Vitale – Milano Caduti sulle crespe aspromontane durante lo sbarco delle truppe anglo-americane a Reggio Calabria il 4 settembre 1943. L’ASPROMONTE VI ACCOLSE, S’OFFRI’AL GESTO PIÙ SQUISITO, V’ABBRACCIÒ, VI CONSERVÒ FRATERNAMENTE."(Cfr. D'Agostino - AAA R.Calabria 1996 e Gen.Pesce - Uff.Storico AM 2002, pp. 108-109)